# Sergio Daniel Martínez
Sergio Daniel Martínez Alzuri (Montevidéu, 15 de fevereiro de 1969) é um ex-futebolista uruguaio que atuava como atacante.

## Carreira
Martinez integrou a Seleção Uruguaia de Futebol na Copa América de 1995 e 1997.

## Títulos
Defensor Sporting
- Campeonato Uruguaio: 1987
- Liguilla Pré-Libertadores da América: 1989

Boca Juniors
- Campeonato Argentino (Torneo Apertura): 1992
- Copa Ouro: 1993

Nacional
- Campeonato Uruguaio: 2000 e 2001

Seleção Uruguaia
- Copa América: 1995

## Artilharias
Defensor Sporting
- Liguilla Pré-Libertadores da América: 1989 — 8 gols

Peñarol
- Supercopa Libertadores: 1991 — 3 gols (ao lado de Juan Borrelli, Charles e Gaúcho)

Boca Juniors
- Copa Ouro: 1993 — 2 gols
- Campeonato Argentino (Torneo Apertura): 1993 — 12 gols
- Campeonato Argentino (Torneo Clausura): 1997 — 15 gols